# Gloriana Ranocchini
Gloriana Ranocchini, född 1957, är en sanmarinsk politiker.
Ranocchini har varit landets statschef två gånger: först 1 april – 1 oktober 1984 och sedan 1 oktober 1989 – 1 april 1990.